# Eucalyptus striaticalyx
Eucalyptus striaticalyx är en myrtenväxtart som beskrevs av W.V. Fitzg.. Eucalyptus striaticalyx ingår i släktet Eucalyptus och familjen myrtenväxter. Inga underarter finns listade i Catalogue of Life.